# Hầu Hữu Nghi
Hầu Hữu Nghi (tiếng Trung: 侯友宜; bính âm: Hóu Yǒuyí, tên tiếng Anh: Hou Yu-ih) là một nhân vật chính trị Đài Loan, sinh ngày 7 tháng 6 năm 1957 tại thành phố Phác Tử, huyện Gia Nghĩa, Đài Loan. Ông là đảng viên Quốc Dân đảng, là cử nhân Khoa Cảnh sát Hình sự, Học viện Cảnh sát Trung ương, Tiến sĩ Luật, Viện Phòng chống tội phạm, Đại học Cảnh sát Trung ương. Nhậm chức thị trưởng thành phố Tân Bắc từ ngày 25 tháng 12 năm 2018. Ông cũng từng đảm nhiệm các chức vụ: phó thị trưởng của thành phố Tân Bắc, hiệu trưởng trường Đại học Cảnh sát Trung ương, cục trưởng cục cảnh sát bộ nội vụ.Vào ngày 17 tháng 5 năm 2023, Chu Lập Luân, Chủ tịch Quốc dân đảng Trung Quốc, thông báo tuyển dụng Thị trưởng Thành phố Tân Bắc Hou Youyi để tranh cử tổng thống.